# Rolando Gramari
Rolando Jorge Gramari (Junín, Mendoza; 9 de mayo de 1943) es un exjugador de fútbol argentino.

## Biografía
Gramari, formado futbolísticamente en San Martín de Mendoza, jugó ahí hasta fines de 1963.
A comienzos de 1964, San Lorenzo de Almagro se presentó en la provincia de Mendoza, justamente frente a San Martín, aquel partido marcó un antes y un después para Gramari, ya que a pedido del director técnico de San Lorenzo, José Barreiro, sugirió su compra después de aquella actuación en la Copa Jorge Newbery. En San Lorenzo integró los planteles de Los Carasucias y más tarde el de Los Matadores con quien sería campeón habiendo disputado solo 3 encuentros en aquel equipo.
En San Lorenzo totalizó 106 partidos. 

## Clubes
| Club                  | País      | Año       |
| --------------------- | --------- | --------- |
| San Martín de Mendoza | Argentina | 1961-1963 |
| San Lorenzo           | Argentina | 1964-1969 |
| Huracán               | Argentina | 1970      |
| San Martín de Mendoza | Argentina | 1971-?    |

## Palmarés

### Torneos nacionales
| Título           | Equipo                 | País      | Año    |
| ---------------- | ---------------------- | --------- | ------ |
| Primera División | San Lorenzo de Almagro | Argentina | M-1968 |